# 巴爾基 (溫基夫齊區)
48°57′45″N 27°12′47″E / 48.96250°N 27.21306°E
巴爾基（烏克蘭語：Балки）是位於烏克蘭西部的村莊，由赫梅利尼茨基州裡赫梅利尼茨基區的溫基夫齊市鎮負責管轄。該村始建於1593年，面積0.18平方公里，海拔高度295米，2001年人口21，人口密度每平方公里119.3人。